# Романова, Эмма Петровна
Эмма Петровна Романова (род. 14 ноября 1934)— советский и российский географ. Доктор географических наук, профессор кафедры физической географии мира и геоэкологии географического факультета МГУ. Академик Российской экологической академии, член-корреспондент Комиссии по образованию Международного географического союза.
Известна как ведущий специалист по физической географии мира и Европы. Одна из авторов Большой Российской энциклопедии.

## Биография
В 1957 г. окончила географический факультет МГУ имени М. В. Ломоносова. В 1970 году защитила кандидатскую диссертацию на тему «География природных ресурсов Италии».
В 1998 году защитила диссертацию на соискание учёной степени доктора географических наук в виде научного доклада по теме «Антропогенная трансформация ландшафтов Европы (вне СНГ)».
С 2003 г. - профессор кафедры физической географии мира и геоэкологии (бывшая кафедра физической географии зарубежных стран) географического факультета МГУ имени М. В. Ломоносова.
В 2008—2015 гг. занимала должность заведующей этой кафедры.
Автор курсов лекций по физической географии мира и Европы, глобальным геоэкологическим проблемам, региональной геоэкологии Европы, современным ландшафтам материков, природным ресурсам мира и др.Научные интересы лежат в области теории антропогенного ландшафтоведения, оценки природно-ресурсного потенциала, фундаментальных исследований природно-антропогенных геосистем на глобальном и макрорегиональном уровнях. Значителен вклад ученого в разработку мелкомасштабной систематики и картографирования современных ландшафтов мира и Европы, агроландшафтных систем. Под руководством Э.П. Романовой на кафедре проведены серии глобальных и материковых исследований по геоэкологической оценке состояния современных ландшафтов суши.
Автор более 200 научных работ, 9 монографий.
На протяжении 40 лет непосредственно руководила и активно участвовала в разработке четырех поколений государственных образовательных стандартов по географическим и экологическим специальностям и направлениям, в составлении типовых учебных планов и программ обязательных дисциплин.

## Награды
- «Заслуженный работник высшей школы Российской Федерации» (2004) [4]
- «Заслуженный профессор Московского университета» (2009)[2]
- Почетный работник высшего профессионального образования России
- Почетный член Русского географического общества (2005)
- Лауреат премии Правительства Российской Федерации (2001) за создание системы экологического образования[5]

## Научные труды

### Монографии
- Романова Э. П., Куракова Л. И., Рябчиков А. М. "Природные ресурсы зарубежных территорий Европы и Азии". — М., 1976. — 446 с.
- Романова Э. П. "Физическая география материков и океанов, Раздел Европа". — М., 1988.
- Романова Э. П., Куракова Л. И., Ермаков Ю. Г.  "Природные ресурсы мира". — М.: Издательство МГУ, 1993. — 304 с.
- Романова Э. П. "Современные ландшафты Европы. (Учебное пособие)". — М.: Издательство МГУ, 1997. — 308 с.
- Физическая география материков и океанов: в двух томах / под ред. Э. П. Романовой. — М.: Издательский центр "Академия", 2014. — Т. 1. 464 с. Т. 2. 400 с.
- Романова Э. П. "Глобальные геоэкологические проблемы: учеб. пособие для бакалавриата и магистратуры". — М.: Издательский Юрайт, 2018. — 170 с.

### Статьи
- Германия : [арх. 31 августа 2021] / В. Н. Стрелецкий (Общие сведения, Население, Хозяйство), Б. А. Страшун (Государственный строй), Э. П. Романова (Природа), А. Ф. Лимонов (геологическое строение и полезные ископаемые), И. О. Гавритухин, Л. А. Голофаст (археология), В. М. Володарский (история до 1648), А. Г. Матвеева (1648–1913), О. В. Вишлёв (с 1914), В. В. Горбачёв (Вооружённые силы), В. С. Нечаев (Здравоохранение), В. И. Линдер (Спорт), Л. И. Писарева (Образование. Учреждения науки и культуры), А. Г. Матвеева (Средства массовой информации), П. П. Гайденко (Философия), А. В. Белобратов (Литература), А. М. Муратов (Архитектура и изобразительное искусство), О. Т. Леонтьева, В. П. Демидов (Музыка), И. В. Холмогорова (Театр), Е. Я. Суриц (Танец), В. В. Виноградов (Кино), В. В. Кошкин (Цирк) // Восьмеричный путь — Германцы. — М. : Большая российская энциклопедия, 2006. — С. 686—748. — (Большая российская энциклопедия : [в 35 т.] / гл. ред. Ю. С. Осипов ; 2004—2017, т. 6). — ISBN 5-85270-335-4.